# 松平輝綱
松平 輝綱（まつだいら てるつな）は、江戸時代前期の大名。武蔵川越藩の第2代藩主。松平伊豆守系大河内松平家2代。

## 生涯

### 世嗣時代
元和6年（1620年）に松平信綱の長男として武蔵で生まれる。幼少期に徳川家光に拝謁し、信綱の願いで板倉重宗の八女との縁組が許され、寛永16年（1639年）9月5日に結婚した。それより前の寛永11年（1634年）6月20日に父と共に家光の上洛に従った。寛永12年（1635年）12月28日に従五位下・甲斐守に叙任される。寛永14年（1637年）に家光が信綱邸お成りの際には国重の刀を与えられた。
寛永14年（1637年）から寛永15年（1638年）にかけて、島原の乱鎮圧の上使となった父に従い、九州に赴いた。輝綱の手になる『島原天草日記』は、当事者の記録として貴重である。このとき輝綱は、従弟の天野長重らと城攻めに臨み、止めようとした家臣を怒って斬ろうとしたが、家臣が信綱の主命を守って死す覚悟を示し、井上政重の諫めもあってやむなく陣中に引き揚げたという。
慶安元年（1648年）4月には父と共に家光の日光参詣に従った。その後は父の名代として台徳院法会の奉行や造営奉行などを務めた。

### 藩主時代
寛文2年（1662年）3月に父が死去したため、4月18日に川越藩7万5000石の藩主となった。このとき弟の信定、信興に新墾田5000石ずつ、堅綱に新墾田1000石を分与した。
輝綱は病弱だったとされ、そのためか父の没後は幕政にはほとんど関わらず、戦術・砲術・騎馬戦法などの兵法や測量術など軍学に興味を持った。他にヨーロッパ式の経緯度入りの地図を自ら作成したり、薬学の研究をしたりするなど学問に傾倒した。輝綱は奢りがましいことを嫌って、家中でも質素を奨励し、自らの衣服も木綿や麻を用いたという。
寛文11年（1671年）12月12日に死去、享年52。跡を四男の信輝が継いだ。

## 系譜
父母
- 松平信綱（父）
- 井上正就の長女（母）

正室、継室
- 板倉重宗の八女（正室）
- 龍泉院（継室） - 板倉重宗の十一女

子女
- 松平主殿
- 松平惣左衛門
- 松平勘解由
- 松平信輝（四男） 生母は龍泉院
- 松平鶴千代
- 松平輝貞
- 松平主税
- 布宇
- 寸和（酒井忠義正室）
- 宴
- 大
- 陽

## 登場作品
漫画
- よしながふみ『大奥』（白泉社）※男女逆転設定

テレビドラマ
- 大奥〜誕生［有功・家光篇］（演：小澤美和）※男女逆転設定
- 大奥 三代将軍家光・万里小路有功編（4）（演：富山えり子）※男女逆転設定